# 매일경제TV
매일경제TV(每日經濟TV, 영어: Maeil Business TV)은 대한민국의 매일경제신문이 운영하는 경제전문채널로, 2012년 4월 1일부터 개국하였다. 이전 명칭은 M머니이다.

## 연혁
- 2011년 9월 : 주식회사 MBN미디어 법인 설립
- 2012년 2월 : M머니 방송통신위원회 등록 허가
- 2012년 3월 : MBN 경제채널 M머니 시험방송 시작
- 2012년 4월 : 채널명을 M머니로 변경
- 2012년 6월 : M머니 본방송 개시
- 2015년 3월 : 채널명을 매일경제TV로 변경

## 채널 번호
- 스카이라이프 - 153번
- 지니 TV - 182번
- B TV - 153번
- U+ TV - 164번
- B TV 케이블 - 193번
- LG헬로비전 - 185번
- 남인천방송 - 223번
- 아름방송 - 501번
- 딜라이브 - 184번
- KCTV 제주방송 - 200번
- OTT - WAVVE (추후에는 티빙이 추가될 수도 있음)

## 프로그램
- 출발 증권시장
- 증권광장
- 생생한 주식쇼 생(生)쇼
- 증시 오늘과 내일
- 고고쑈
- 성공다큐 최고다
- 보험해결사
- 대박쇼 60분
- 박희준의 경을 치다
- 매일경제 10
- 생방송 부동산
- 아름다운 TV갤러리
- 건강 한의사
- 크라우드 펀딩쇼
- 팡팡 아이디어 열전
- 대박 1000도씨
- 경세제민 촉
- 생방송 부동산 투데이
- 특별분양쇼 화제의 현장
- 생톡 TV쇼
- 머니쇼 부동산 박사
- 생방송 건강백세
- 매일경제TV 뉴스

## 같이 보기
- SBS Biz
- MTN
- 토마토증권통
- 한국경제TV
- 서울경제TV